# Кусье-Александровский завод
Ку́сье-Алекса́ндровский чугуноплави́льный и железоде́лательный заво́д — металлургический завод на Западном Урале, действовавший с 1752 до 1918 года. Дал начало посёлку Кусье-Александровский Пермского края. Название получил от реки и имени основателя, барона А. Г. Строганова.

## История
Кусье-Александровский завод в устье реки Кусьи при впадении в Койву был основан бароном А. Г. Строгановым по указу Берг-коллегии от 23 декабря 1751 года. В 1752 году завод был запущен в эксплуатацию в составе 1 домны и 1 кричного молота.
После смерти А. Г. Строганова завод находился в совместном владении его супруги М. А. Строгановой и их дочерей А. А. Голицыной и В. А. Шаховской. С 1784 года завод находился в совместном владении нескольких поколений Голицыных и Шаховских. В 1864 году единоличным владельцем завода стал граф П. П. Шувалов.
Заводская дача имела площадь 48 535 десятин и граничила с Бисерской дачей тех же владельцев площадью 303 253 десятины. Кусье-Александровский завод получал древесный уголь в основном с Бисерской дачи, а собственная дача использовалась в качестве рудной базы. В пределах дачи находились около 64 месторождений железной руды с содержанием железа от 30 до 50 %.
В 1767 году на заводе работала одна доменная печь и один молот, объём производства составил 48,7 тыс. пудов чугуна и 2,2 тыс. пудов железа. Одним из видов продукции были цренные доски, использовавшиеся для выварки соли. В 1777 году в составе завода работали 1 доменная печь, 3 молота и 3 горна, якорная фабрика с 2 горнами, фабрика для изготовления инструментов и припасов с 2 горнами. Объём производства за 1777 год составил 73,5 тыс. пудов чугуна. На заводе работали 208 мастеровых и рабочих. В 1797 году состав оборудования остался прежним, штат увеличился до 291 человек. Все вспомогательные работы выполняли собственные крепостные крестьяне заводовладельцев.
В 1800 году оборудование завода состояло из доменной и кричной фабрик (2 молота и 2 горна), двух кузниц, слесарной и якорной мастерских. В 1810 году была построена вторая доменная печь. В 1860 году на заводе действовали 2 домны, 3 газопудлинговые печи (запущены в 1857 году), 3 молота. Энергетическое хозяйство завода состояло из 5 водяными колёсами общей мощностью в 112 л. с. В 1800 году на заводе было выплавлено 77 тыс. пудов чугуна, в 1820 году — 140 тыс., в 1860 году — 210 тыс. пудов. Выделка железа в 1800 году составила 21 тыс. пудов, в 1840 году — 8 тыс., в 1860 году — 19 тыс. пудов. Численность рабочих в этот период изменялась в пределах 220—250 человек.
После отмены крепостного права завод развивался медленно. После перехода предприятия в собственность П. П. Шувалова вторая домна была переведена на горячее дутьё и была снабжена паровой воздуходувной машиной. Обе доменные печи завода имели объём 89 м³, высоту 13,5 м. В конце XIX века в качестве руды завод использовал в основном бурые железняки местных рудников. После запуска Уральской горнозаводской железной дороги началась поставка магнитных железняков из Гороблагодатского округа. Бо́льшая часть выплавленного чугуна отправлялась на Лысьвенский завод для передела в листовое и сортовое железо. В 1888 году суточная производительность завода выросла до 506 пудов чугуна по сравнению с 266 пудами в 1827 году, выход чугуна из руды в этот же период поднялся с 37 до 48,5 %.
В 1901 году из-за общего кризиса в отрасли одна из доменных печей была остановлена. С расширением Лысьвенского завода, весь объём выплавляемого на Кусье-Александровском заводе чугуна отправлялся для переработки в мартеновских печах. В 1907 году было выплавлено 809 тыс. пудов чугуна.
В 1913 году завод вместе с другими предприятиями Лысьвенского горного округа перешёл в собственность Акционерного общества «Лысьвенский горный округ наследников графа П. П. Шувалова», контролируемого Азово-Донским банком. 14 декабря 1917 завод был национализирован. В 1918 году из-за истощения запасов руды завод был остановлен, а после окончания Гражданской войны было принято решение о демонтаже оборудования.